# Ann Kiessling
Ann A. Kiessling és una biòloga reproductiva americana i un dels líders en recerca sobre cèl·lules mare partenogèniques humanes de la Bedford Stem Cell Research Foundation. Va ser professora associada en hospitals universitaris de la Harvard Medical School (Brigham and Women's Hospital, Faulkner Hospital, New England Deaconess, Beth Israel Deaconess Medical Center) des del 1985 fins al 2012.

## Estudis
Kiessling es va graduar a la Klamath Falls High School el 1960 i va entrar a la University of Virginia, on es va llicenciar en infermeria. El 1966 va obtenir una segona llicenciatura, en química, per la Central Washington University, on també va rebre un màster en química orgànica el 1967. El 1971 es va doctorar en bioquímica i biofísica a la Oregon State University. Va realitzar investigacions postdoctorals al Fred Hutchinson Cancer Research Center, Memorial Sloan-Kettering Cancer Center, i University of California a San Diego.

## Carrera
Kiessling és coneguda per haver descobert activitat de la transcriptasa inversa en cèl·lules humanes normals. Aquest treball va posar de manifest la importància de les seqüències retrovíriques naturals en els gens humans, que actualment es creuen importants en la plasticitat genètica involucrada en la biologia i evolució humanes. Abans d'aquesta descoberta, s'assumia que la transcriptasa inversa era un enzim que es trobava només en retrovirus (com ara el VIH). Per tal d'entendre el paper biològic normal de la transcriptasa inversa, Kiessling va començar a estudiar òvuls i embrions de segmentació primerenca. El seu interès dual en virologia i biologia reproductiva la van dur a investigar sobre la transmissió a través del semen del virus de la immunodeficiència humana (VIH), i a la creació del primer laboratori de fertilització in vitro humana d'Oregon a principis de la dècada de 1980. Va ser contractada per la Harvard Medical School el 1985, on va fer recerca fines el 2011. Actualment, Kiessling du a terme les seves investigacions a la Bedford Stem Cell Research Foundation.
La necessitat de fer recerca biomèdica en àrees que no estaven finançades pel govern federal va ser el que va portar a la creació de la Bedford Stem Cell Research Foundation. El controvertit Programa Especial de Reproducció Assistida (SPAR, segons les seves inicials en anglès) ha ajudat més de 170 parelles afectades pel VIH a tenir bebès sans. Degut a aquest èxit, més de 75 centres de fertilitat dels Estats Units han implementat el programa SPAR, permetent a les parelles trobar atenció prop de casa.
Les tècniques desenvolupades per al Programa Especial de Reproducció Assistida s'han aplicat a altres malalties del tracte genitourinari masculí, com ara la prostatitis i les infeccions de bufeta. Els seus coneixements en biologia de l'óvul humà la van portar a desenvolupar el primer programa estatunidenc de donació d'òvuls per a recerca en cèl·lules mare el 2000.
Entre les publicacions de Kiessling hi ha el primer estudi ampli sobre la influència de la terminologia científica acurada en les lleis, titulat "What is an Embryo" ("Què és un embrió"), publicat pel Connecticut Law Review junt amb respostes de Harold Shapiro, el professor John A. Robertson, el professor Lars Noah, i Kevin P. Quinn. La revisió tracta la controvèrsia de totes les entitats actualment anomenades embrions amb relació a les legislacions sobre investigació en cèl·lules mare embrinàries d'arreu del món.
El 2003, Kiessling va escriure Human Embryonic Stem Cells: An Introduction to the Science and Therapeutic Potential, el primer llibre de text sobre aquest controvertit tema.
Kiessling és membre dels Stem Cell Research Advisory Boards de California (California Constitution Article XXXV) i Connecticut, i membre dels Embryonic Stem Cell Research Oversight Committees (ESCROS) de la Harvard University, Joslin Diabetes Center i Children's Hospital.